# Сливное (Северо-Казахстанская область)
Сливное (каз. Сливное) — упразднённое село в Мамлютском районе Северо-Казахстанской области Казахстана. Входило в состав Беловского сельского округа. Исключено из учётных данных в 2024 году.
Код КАТО — 595233400.

## География
Находится в 30 километрах от районного центра. Расположено около озера Сливное.

## Население
В 1999 году население села составляло 135 человек (66 мужчин и 69 женщин). По данным переписи 2009 года, в селе проживало 60 человек (35 мужчин и 25 женщин).